# 彭早住
彭早住（？—？），元朝末年淮北红巾军领袖。彭大之子。
彭大和赵均用和郭子兴回合，攻泗州（今江苏省泗洪县）、盱眙（今江苏省盱眙县）。1354年，彭大死后，部队由彭早住统领。1356年，彭早住和赵均用率部攻克淮安。
自称鲁淮王。去世时间是1357年到1359年左右。